# Laphystia kuehlhorni
Laphystia kuehlhorni là một loài ruồi trong họ Asilidae. Laphystia kuehlhorni được Janssens miêu tả năm 1961. Loài này phân bố ở vùng Cổ Bắc giới và châu Á.